# Ветшиховиці (гміна)
Гміна Ветшиховіце (пол. Gmina Wietrzychowice) — сільська гміна у південній Польщі. Належить до Тарновського повіту Малопольського воєводства.
Станом на 31 грудня 2011 у гміні проживало 4093 особи.

## Площа
Згідно з даними за 2007 рік площа гміни становила 48.58 км², у тому числі:
- орні землі: 76.00%
- ліси: 9.00%

Таким чином, площа гміни становить 3.43% площі повіту.

## Населення
Станом на 31 грудня 2011:
| Опис     | Загалом | Загалом | Чоловіки | Чоловіки | Жінки | Жінки |
| -------- | ------- | ------- | -------- | -------- | ----- | ----- |
| одиниця  | осіб    | %       | осіб     | %        | осіб  | %     |
| все      | 4093    | 100     | 2056     | 50.23    | 2037  | 49.77 |
| міське   | 0       | 100     | 0        |          | 0     |       |
| сільське | 4093    | 100     | 2056     | 50.23    | 2037  | 49.77 |

## Сусідні гміни
Гміна Ветшиховіце межує з такими гмінами: Ґрембошув, Жабно, Кошице, Опатовець, Радлув, Щурова.